# Prise en compte
Dans le droit français, la notion de « prise en compte » (quelquefois appelée « prise en considération ») décrit ou précise un niveau de rapport entre deux « normes » (au sens juridique du terme) susceptibles d'entrer en conflit. 
Ces deux normes sont dites  supérieure et, pour celle qui doit être compatible avec la première, inférieure . 
C'est le moins contraignant des 3 niveaux de la notion juridique « d’opposabilité » (les autres étant la compatibilité et la conformité). Originellement, elle n'était pas une des formes de l'opposabilité, mais - sans impliquer d'opposabilité directe aux tiers, dans le droit de l'aménagement du territoire, elle tend à s'en rapprocher avec une obligation croissante de compatibilité avec les options fondamentales du document de norme supérieure, sous réserve de dérogations motivées (avec le cas échéant un contrôle approfondi du juge sur la dérogation) ;

## Usages
Cette notion de prise en compte est souvent utilisée pour régir les rapports hiérarchiques entre les documents d'urbanisme.
L'obligation de prise en compte signifie qu'une norme ou une dynamique doit être prise en compte dans l'élaboration d'une autre norme (le plus souvent un document de planification, dans le domaine de l'aménagement du territoire). Elle induit quant à elle une prise de connaissance et une appropriation contextualisée des enjeux du schéma ou de la norme concernée. L’absence de prise en compte doit ainsi par conséquent être justifiée

## Exemple
Depuis la loi Grenelle II, 
- un plan local d'urbanisme doit « prendre en compte » le schéma régional de cohérence écologique (SRCE) applicable dans sa zone géographique ;
- les collectivités territoriales et leurs groupements compétents en matière d'aménagement de l'espace ou d'urbanisme « prennent en compte » les SRCE lors de l'élaboration ou de la révision de leurs documents d'aménagement de l'espace ou d'urbanisme (alors que le projet de loi Grenelle II prévoyait initialement une compatibilité de ces documents avec le SRCE).